# Demokratie (Frayn)
Demokratie (Democracy) ist ein Theaterstück in zwei Akten von Michael Frayn. Seine Handlung thematisiert die Kanzlerschaft Willy Brandts und seinen Rücktritt im Zuge der Guillaume-Affäre. Das Stück wurde in der Inszenierung von Michael Blakemoore am 9. September 2003 am Royal National Theatre in London uraufgeführt. Die deutschsprachige Erstaufführung des in der Übersetzung von Michael Raab rund 2 Stunden und 40 Minuten langen Werkes fand am 6. Mai 2004 am Berliner Renaissance-Theater statt.

## Rezeptionsgeschichte
Demokratie gewann als „Bestes Theaterstück“ 2003 den London Evening Standard Theatre Award. Darüber hinaus war es 2005 in den Kategorien „Bestes Theaterstück“ für den Tony Award und den Drama Desk Award nominiert.